# Kyrgys Temir Dscholu

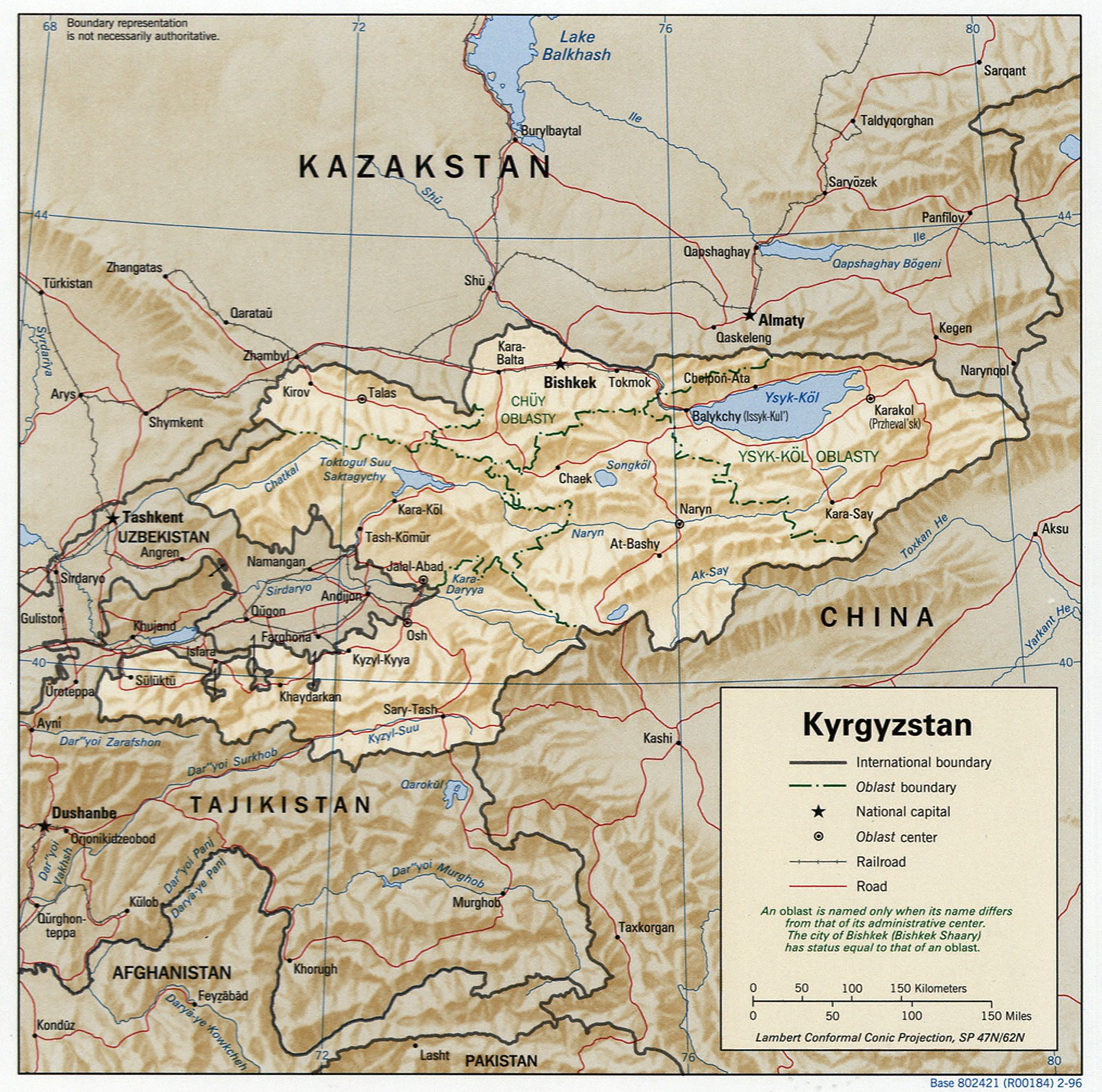
Infrastrukturkarte Kirgisistans (1996)

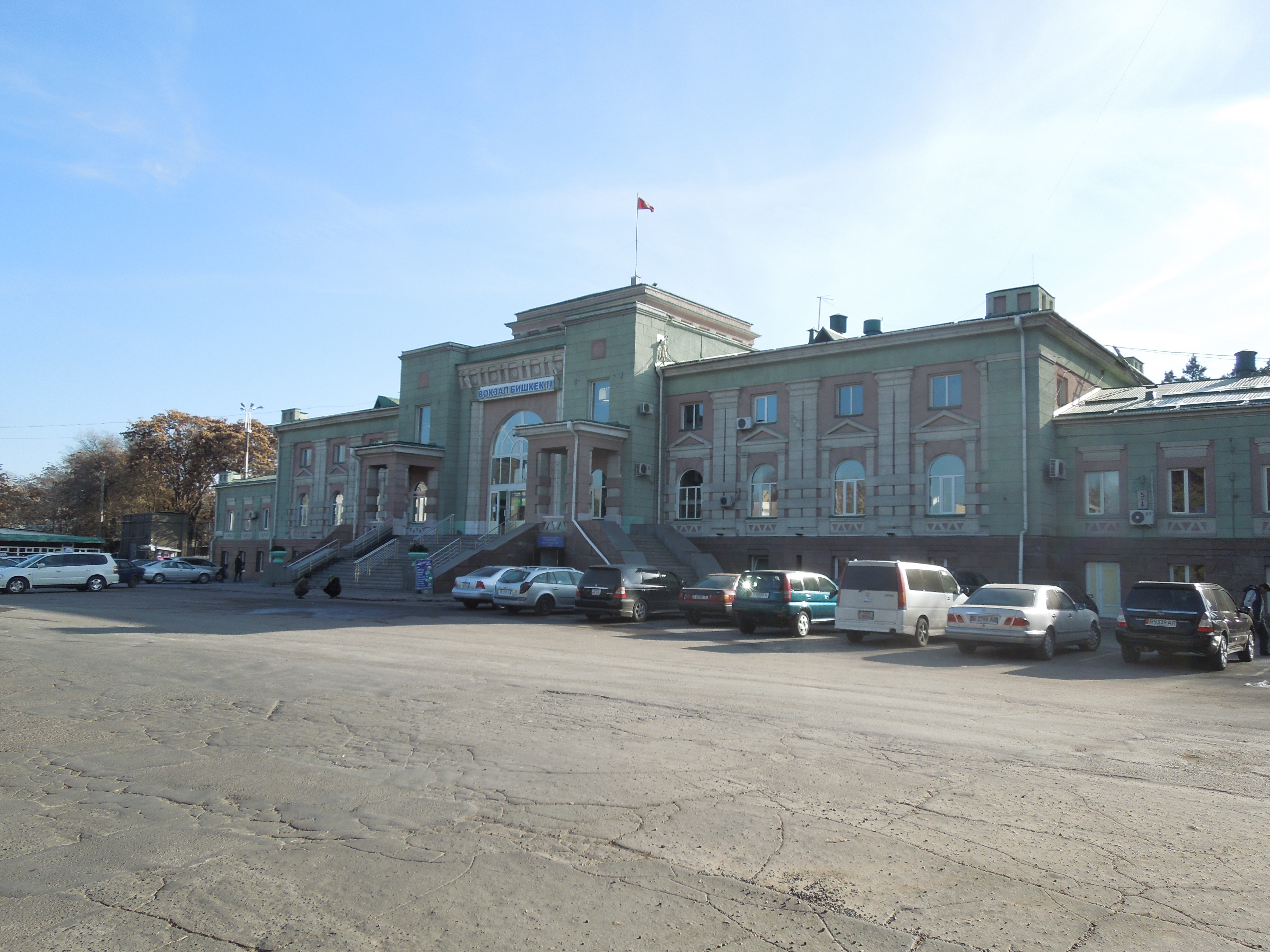
Bahnhof Bischkek

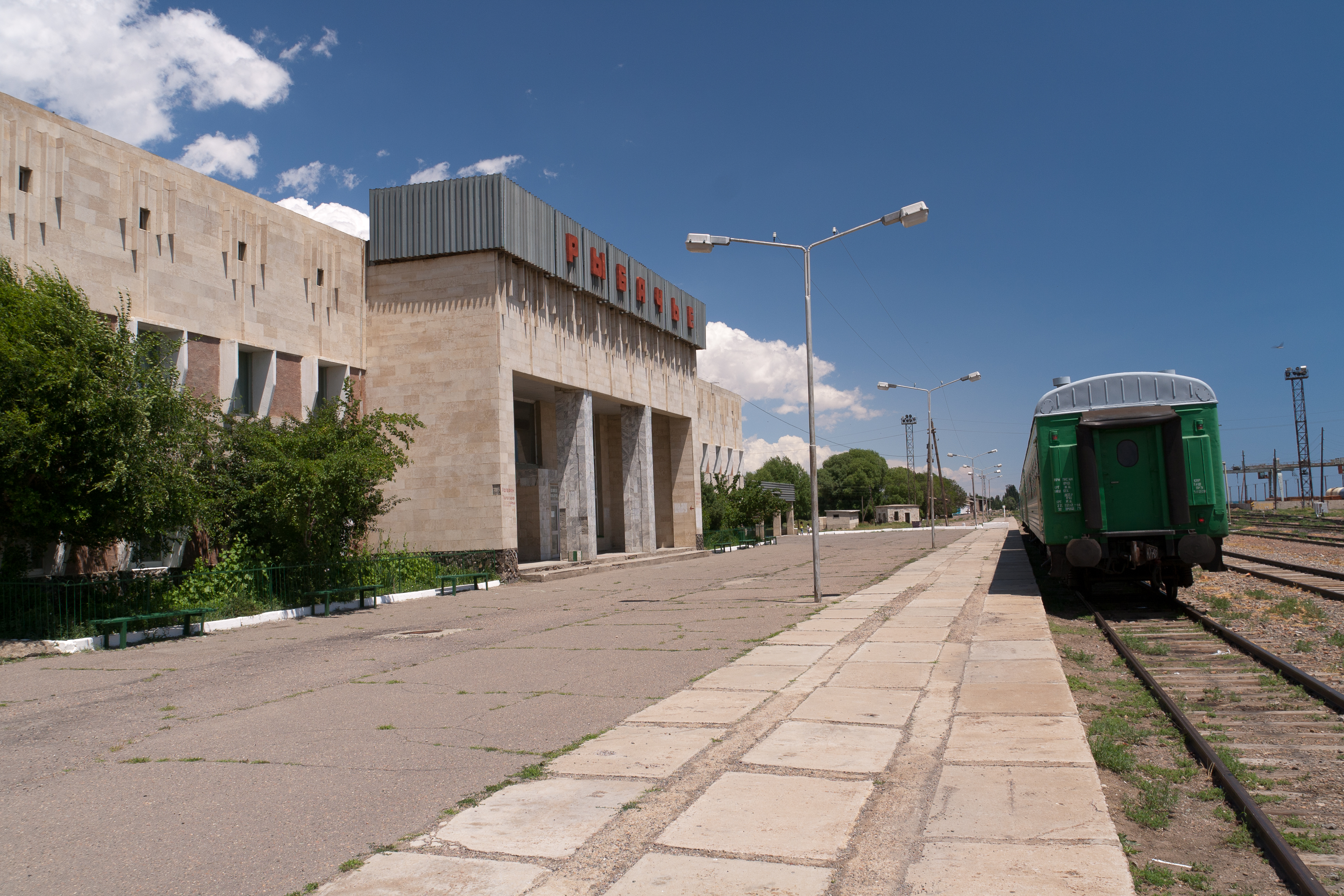
Bahnhof Balyktschy

Kyrgys Temir Dscholu (KRG) (kirgisisch Кыргыз Темир Жолу; russisch Кыргызская железная дорога; deutsch Kirgisische Eisenbahn) ist die Staatsbahn von Kirgisistan. Sie betreibt Personen- und Güterverkehr.

## Geografische Voraussetzungen
95 % der Fläche Kirgisistans ist gebirgig. Dies erklärt zum Teil, warum das Land nur wenige hundert Kilometer Eisenbahnstrecke besitzt und die bestehenden Strecken Stichbahnen sind, die aus dem Ausland nach Kirgistan hinein führen und untereinander keine Verbindung innerhalb des Landes aufweisen. Der Bau jeder längeren Verbindung innerhalb Kirgisistans ist aufgrund der Topografie des Landes kostspielig.

## Geschichte
Das Streckennetz der kirgisischen Eisenbahn entstand in der Zeit, als Kirgistan zur Sowjetunion gehörte. Die damals gebauten Strecken nahmen keine Rücksicht auf den Verlauf der Grenze Kirgistans zu den Nachbarrepubliken. Dies hat zur Folge, dass es heute aus fünf Teilnetzen besteht, die untereinander auf kirgisischem Staatsgebiet nicht verbunden sind und Inselbetriebe darstellen.
Als erste auf dem Gebiet Kirgistans wurde am 8. August 1924 die Strecke zwischen Lugowoi und Bischkek (damals: Pischpek) eröffnet. Bis 1948 wurde die Strecke von Bischkek nach Balyktschy (damals: Rybatschje) verlängert, der Betrieb dorthin 1950 aufgenommen.
Mit dem Ausbau der Transkaspischen Eisenbahn wurden vier aus Usbekistan kommende Stichstrecken nach Kirgisistan verlängert (siehe Abschnitt Streckennetz).
1992 wurde Kirgistan unabhängig und die nördliche Eisenbahn durch Präsidial-Dekret als Kirgisische Eisenbahn konstituiert. 1994 wurden die südlichen Stichbahnen, soweit sie in kirgisischem Staatsgebiet verliefen, von Usbekistan an Kirgistan übertragen und ebenfalls der Kirgisischen Eisenbahn unterstellt. Seit 2005 besteht die Staatsbahn – ebenfalls aufgrund eines Präsidial-Dekrets – unter der heutigen Bezeichnung. Diese südlichen Strecken sind in einer eigenen Verwaltung zusammengefasst.
Als erstes großes Eisenbahnprojekt nach der Unabhängigkeit wurde 2022 durch den Staatspräsidenten der Neubau einer 186 km langen Bahnstrecke von Balyktschy über Kotschkor zu den im Landesinneren gelegenen Kohleminen Karakeche angekündigt.

## Streckennetz
Die kirgisische Eisenbahn betreibt ihre Strecken in der russischen Breitspur von 1520 Millimetern. Das Netz umfasst eine Streckenlänge von etwa 425 km, das auf fünf Inselbetriebe aufgeteilt ist:
- (Lugowoi) – Kajyngdy – Bischkek – Balyktschy, ca. 263 km. Bahnstrecke Lugowoi–Bischkek, eröffnet 1924, weiter auf der Bahnstrecke Bischkek–Balyktschy. Sie ist die einzige im nördlichen Landesteil verlaufende Strecke und zugleich die längste und wichtigste Strecke sowie die einzige, auf der auch Personenverkehr stattfindet.
- (Fargʻona) – Kysyl-Kyja, 6 km, eröffnet 1926.
- Qorasuv – Osch, 7 km, eröffnet 1932.
- Qorasuv – Dschalal-Abad, ca. 10 km, eröffnet 1932
- (Uchqoʻrgʻon) – Schamaldy-Sai – Tasch-Kömür, ca. 30 km, eröffnet 1935.

## Fahrzeuge

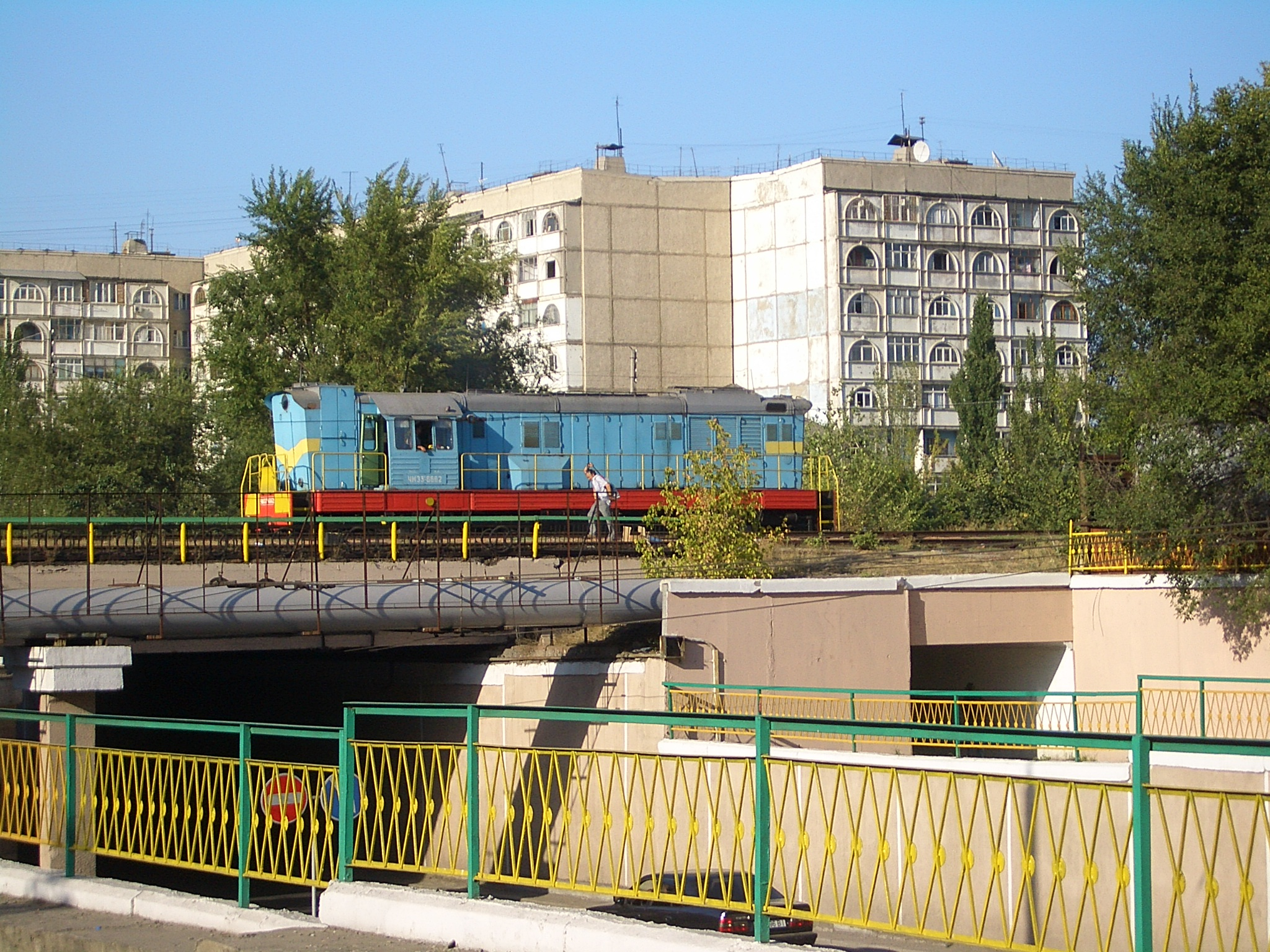
Diesellokomotive Et E7939 überquert eine Hauptstraße in Bischkek

Bei der Aufteilung der ehemaligen Sowjetischen Eisenbahnen (SŽD) durch die GUS erhielt Kirgisistan 1644 Güterwagen, 450 Personenwagen und 50 Diesellokomotiven. Wegen rückgängiger Beförderungsleistungen im Güter- wie auch im Personenverkehr hat sich die Zahl der Fahrzeuge verringert. 367 Personenwagen sind derzeit (2024) noch im Betrieb. Sie werden seit 2008 generalüberholt, 65 davon in letzter Zeit in Taschkent, um sie für eine Betriebsdauer von 41 Jahren zu ertüchtigen.
2013/2014 wurden sechs neue Diesellokomotiven der Baureihe ТЭ33A (TE33A) bestellt und inzwischen ausgeliefert.

## Betrieb

### Personenverkehr
Der Personenverkehr spielt eine nur sehr geringe Rolle. Auf den Stichstrecken im Süden Kirgisistans wurde er komplett eingestellt und im Norden die Anzahl der Züge stark reduziert. Nach der Auflösung der Sowjetunion ist er um 85 % zurückgegangen. 2023 wurden etwas über 300.000 Reisende befördert.
Personenzüge fahren im internationalen Verkehr zwischen
- Bischkek und Samara (2 × wöchentlich, Züge 317/318)
- Bischkek und Kasan (1 × Woche, Züge 405/406)
- Bischkek und Novosibirsk (ca. 1 × Woche, an ausgewiesenen Verkehrstagen, Züge Nr. 385/386)
- Zusätzlich verkehrten 2023 sechs Touristen-Sonderzüge im internationalen Verkehr auf Bestellung ausländischer Reiseveranstalter auch in Kirgistan.[12]

Personenzüge fahren im nationalen Verkehr zwischen
- Bischkek und Tokmok (täglich)
- Bischkek und Kajyngdy (täglich)
- Bischkek und Balyktschy am westlichen Ende des Issyk-Kul-Sees (Juni und Juli am Wochenende, im August täglich).

In den Zügen der Verbindung Bischkek–Balyktschy wurde 2022 eine Kategorie „Lux“ (1. Klasse) eingeführt, ein umgebauter mit Panoramafenstern versehener Großraumwagen, und 2023 ein „VIP-coach“ (Salonwagen für den öffentlichen Verkehr) beschafft. Ein zweiter soll 2024 folgen.

### Güterverkehr
Nach der Unabhängigkeit Kirgisistans ist die Industrieproduktion des Landes um 70 Prozent gesunken. In demselben Maße sank nach 1991 auch das Güteraufkommen bei der Kirgisischen Eisenbahn. Haupttransportgüter sind Buntmetalle, Kohle, Baumwolle, Zement, Getreide, Zucker und Erdölprodukte. Die Bahn hat im Export einen Transportanteil von 40 %, im Import von 70 %.

### Beförderungsleistungen
| Art                                           | 1990   | 1992   | 1993  | 1994  | 1995  | 1996  | 1999  | 2000  | 2002  | 2007  | 2010  | 2017  | 2023 |
| --------------------------------------------- | ------ | ------ | ----- | ----- | ----- | ----- | ----- | ----- | ----- | ----- | ----- | ----- | ---- |
| Beförderte Güter in Mio. t                    | 8,0    | 5,5    | 3,0   | 1,4   | 0,9   | 1,3   | 1,0   | 0,9   | 2,6   | 6,9   | 5,5   | 7,2   |      |
| Güterbeförderungsleistung in Mio. tkm         | 2619,6 | 1588,9 | 923,0 | 628,9 | 402,6 | 480,0 | 353,8 | 338,0 | 332,0 | 848,7 | 737,7 | 935,0 |      |
| Beförderte Personen in Mio.                   | 1,4    | 1,7    | 2,3   | 1,1   | 0,8   | 0,9   | 0,4   | 0,6   | 0,6   | 0,44  | 0,71  | 0,31  | 0,3  |
| Personenbeförderungsleistung in Mio. Pers. km | 205,0  | 234,9  | 295,3 | 172,4 | 87,0  | 91,8  | 31,3  | 44,2  | 50,0  | 59,9  | 98,7  |       |      |

## Planungen

### Anbindung an das chinesische Eisenbahnnetz
Im Rahmen der „Neuen Seidenstraße“ erfolgten Planungen für eine Eisenbahnstrecke, die China durch Kirgistan mit Usbekistan verbinden soll. Der Anschluss in China soll in Kaschgar (Kaxgar), dem Endpunkt der Xinjiang-Südbahn, erfolgen. In Usbekistan ist der Anschluss in Qorasuv geplant, dem östlichsten Bahnhof des Landes. 2024 waren die Finanzierung und technische Machbarkeit des Projekts weiter unsicher.

### Elektrifizierung der Bahnstrecke Lugowoi–Bischkek
Die Elektrifizierung der Bahnstrecke Lugowoi–Bischkek im Norden Kirgistans soll deren Höchstgeschwindigkeit von 60 km/h auf 120 km/h, die Durchschnittsgeschwindigkeit für Personenzüge von 33 km/h auf 70–80 km/h sowie für Güterzüge auf 90 km/h heraufsetzen. Der Vorteil elektrischer Traktion ist, dass Dieselkraftstoff, der importiert werden muss, eingespart und stattdessen aus inländischer Wasserkraft gewonnener Strom eingesetzt werden kann.

### Verbindung zwischen Balyktschy und Kara-Ketsche
Um die nördliche Strecke – und damit die Hauptstadt – per Bahn an den südlichen Landesteil anzuschließen, ist seit den 1990er-Jahren eine mehr als 350 Kilometer lange Eisenbahnstrecke zwischen Balyktschy und Dschalal-Abad geplant. Sie erschlösse auch reiche Kohlelagerstätten bei Kara-Ketsche im Oblus Naryn. Konkrete Planungen schienen bis 2022 aber nicht vorzuliegen. Verfolgt wird aktuell nur der Teil bis Kara-Ketsche; der Bau begann 2022 und soll bis 2030 abgeschlossen sein.

## Sonstiges
- Die staatliche Eisenbahn ist eines der größten Unternehmen Kirgisistans und beschäftigt mehr als 5.000 Mitarbeiter[4] und ist eines der Unternehmen im Land mit dem höchsten Steueraufkommen.[22]
- Sie ist seit 1995 Vollmitglied der Organisation für die Zusammenarbeit der Eisenbahnen (OSShD).[2]